# لیژو
لیژو (به لاتین: Leizhou) یک county-level city در جمهوری خلق چین است که در ژانژیانگ واقع شده‌است.